# Ácido graso trans

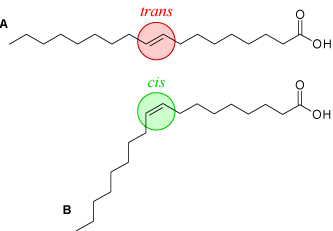
A: Ácido elaídico (trans) y B: Ácido oleico (cis)

Los ácidos grasos trans (en inglés trans fatty acids, TFA), también popularizados como grasas trans. Son un tipo de ácido graso insaturado que se encuentra principalmente en alimentos, su ingesta excesiva puede ser perjudicial para el organismo. Se encuentran principalmente en productos industrializados que han sido sometidos a hidrogenación. 
En la mayoría de ácidos grasos naturales, la configuración del doble enlace es cis (o Z), pero también existen algunos ácidos grasos con dobles enlaces trans (o E). La mayor parte de los ácidos grasos trans son monoinsaturados (solamente contienen un doble enlace), pero también pueden encontrarse isómeros diinsaturados (dos dobles enlaces) con configuraciones cis, trans o trans, cis. En los isómeros trans naturales, el doble enlace está en las posiciones (n-13), (n-12), (n-9) o (n-7). Se encuentran de forma natural en pequeñas cantidades en la leche y la grasa corporal de los rumiantes, e incluso en la leche materna.
Los ácidos grasos trans no solo aumentan la concentración de lipoproteínas de baja densidad (LDL) en la sangre sino que disminuyen las de alta densidad (HDL), lo que coloquialmente se denomina el «colesterol bueno», dando lugar a un mayor riesgo de sufrir enfermedades cardiovasculares.
Los ácidos grasos trans se forman en el proceso de hidrogenación que se realiza sobre las grasas con el fin de solidificarlas para utilizarlas en diferentes alimentos. Además, favorece la frescura, le da textura y mejora la estabilidad. Un ejemplo de ello es la solidificación de la grasa vegetal,  para la fabricación de margarina. Inicialmente se fabricaban mediante hidrogenación y se ha descubierto que el resultado puede ser perjudicial para la salud: según la OMS una dieta saludable debe evitar estas grasas lo máximo posible.
Estos ácidos grasos trans pueden ser particularmente peligrosos para el corazón y se asocian con el mayor riesgo de desarrollo de algunos cánceres. Los estudios más recientes demuestran que las concentraciones más altas de ácidos grasos trans pueden incrementar el riesgo de diabetes de tipo II.[cita requerida]
Las grasas hidrogenadas se utilizan en comidas rápidas, productos comerciales de pastelería, alimentos procesados y fritos.

## Estructura
Dado que los dobles enlaces son estructuras rígidas, las moléculas que los contienen pueden presentarse en dos formas: cis y trans. En los isómeros trans, los grupos semejantes o idénticos se encuentran en el lado opuesto de un doble enlace, mientras que en los cis están en el mismo lado.
| Ácidos grasos saturados                                                           | Ácido graso cis-insaturado                                                                          | Ácido graso trans-insaturado                                                                          |
| --------------------------------------------------------------------------------- | --------------------------------------------------------------------------------------------------- | --- |
|                                                                                   | | |
| Átomos de carbono saturados (cada uno con 2 hidrógenos) unidos por un solo enlace | Átomos de carbono insaturados (cada uno con 1 hidrógeno) unidos por enlace doble. Configuración cis | Átomos de carbono insaturados (cada uno con 1 hidrógeno) unidos por enlace doble. Configuración trans |

Un ácido graso que pase de tener una configuración cis a trans, pierde su geometría flexionada y pasa a ser una molécula lineal con unas propiedades físicas similares a las de los ácidos grasos saturados de mismo número de átomos de carbono. Se denomina elaidización a la isomerización de una forma cis en trans, debido a que la primera reacción de este tipo descubierta fue la transformación del ácido oleico (cis 18:1 n-9) a ácido elaídico (trans 18:1 n-9). El nombre viene de la palabra griega para oliva: elaidos. Se denomina hidrogenación a la reacción de adición de hidrógeno (H2) al doble enlace (insaturación). En el caso de la hidrogenación total del ácido oleico (cis 18:1 n-9) se obtiene ácido esteárico (18:0).
| Ácido oleico | Ácido elaídico | Ácido esteárico                                                                                              |
| --- | --- | --- |
| El ácido oleico es un ácido graso insaturado ‘’cis’’, un componente común de los aceites vegetales naturales.    | El ácido elaídico es un ácido graso trans insaturado que se crea a menudo por hidrogenación parcial o elaidinización de aceites vegetales. | El ácido esteárico es el producto de hidrogenación total del ácido oleico, perdiendo este toda insaturación. |
| | | cente |
| | | |
| Estos ácidos grasos son Isomería cis-trans (químicamente idénticos excepto por la orientación del doble enlace). | | |

Los aceites y grasas vegetales prácticamente carecen de ácidos grasos trans. Un ejemplo poco frecuente es el ácido trans-3-hexadecenoico (trans 18:1 n-3), que se encuentra en las membranas fotosintéticas de plantas superiores y algas verdes y se cree que tiene algún papel en las reacciones de la fase luminosa de la fotosíntesis.

## Procesos de obtención
- Biohidrogenación: se trata de una reacción de hidrogenación llevada a cabo por bacterias del rumen de animales poligástricos.[3]
- Hidrogenación industrial: Para la producción de diferentes productos a partir de grasas animales y vegetales (margarina, etc.).
- Calentamiento y procesado de grasas: Cuando se refina o se fríe un aceite o grasa, ésta puede sufrir una serie de reacciones químicas entre las que se encuentra la formación de grasas trans.

## Estudios sobre el impacto en la salud
Los ácidos grasos trans se asocian con un aumento significativo del riesgo de enfermedad coronaria, y se consideran más perjudiciales para la salud cardiovascular que cualquier otro tipo de grasa dietética. Ya con niveles bajos de consumo (entre el 1 % y el 3 % de la ingesta calórica total), se observan incrementos sustanciales del riesgo. En un metaanálisis que incluyó cerca de 140.000 sujetos, un aumento del 2 % en la energía diaria procedente de grasas trans se asoció con un incremento del 23 % en el riesgo de enfermedad cardíaca coronaria.
Estudios más recientes han confirmado que las grasas trans elevan de forma significativa los niveles de colesterol LDL (colesterol “malo”) y reducen los de colesterol HDL (colesterol “bueno”), además de favorecer la inflamación sistémica y la disfunción endotelial, factores clave en el desarrollo de aterosclerosis y eventos cardiovasculares.
Además del impacto cardiovascular, se ha demostrado que el consumo prolongado de grasas trans puede alterar negativamente el metabolismo de los ácidos grasos esenciales, afectando procesos fundamentales como la maduración cerebral y el desarrollo neurológico, especialmente en etapas críticas como el embarazo y la infancia. La presencia de isómeros trans en las membranas celulares modifica su estructura y función, pudiendo interferir en la síntesis hormonal y la señalización celular.
También hay evidencia emergente sobre la relación entre el consumo de grasas trans y un mayor riesgo de depresión, obesidad abdominal, resistencia a la insulina y diabetes tipo 2 , así como efectos negativos en la microbiota intestinal, que podrían contribuir a una mayor inflamación crónica de bajo grado.
Dada esta evidencia acumulada, organismos como la Organización Mundial de la Salud (OMS) consideran que la eliminación completa de las grasas trans producidas industrialmente es una de las medidas más efectivas para mejorar la salud pública a nivel global.

## Regulación pública
El 25 de julio de 2008, California fue el primer estado de Estados Unidos en prohibir los ácidos grasos trans en restaurantes. Con efecto en 1 de enero de 2010, los restaurantes californianos tienen prohibida la utilización de aceites, mantecas y margarinas que contengan ácidos grasos trans «artificiales» para untar o para freír, con la excepción de las rosquillas fritas. Se prohibió que las rosquillas y otra repostería contengan ácidos grasos trans «artificiales» a partir del 1 de enero de 2011. La comida envasada, sin embargo, no está cubierta por la prohibición y se continúa permitiendo que contenga ácidos grasos trans.
Igualmente, algunas cadenas de alimentos han decidido no comercializar productos que los contengan debido a los problemas de salud que pueden producir.
A partir del 4 de diciembre de 2014, Argentina, es el primer país de América en prohibir la producción y venta de grasas trans en todo su territorio, sumándose a Suiza y Dinamarca.
El 16 de junio de 2015, la Agencia Alimientaria de Estados Unidos (FDA por sus siglas oficiales) anunció que en el período de los tres años siguientes iría limitando progresivamente el uso de las grasas trans en los alimentos comercializados en Estados Unidos. La razón esgrimida para ello es que éstas se consideran, según los términos utilizados por ese organismo, "un peligro para la salud pública". Asimismo, en ese mismo comunicado la FDA publicó que entre 2003 y 2012 el uso de grasas «trans» se redujo un 78% en Estados Unidos.